# Championnats de France de patinage artistique 2000
Navigation
Championnats de France 1999 Championnats de France 2001
Les championnats de France de patinage artistique 2000 ont eu lieu du 10 au 12 décembre 1999 à la patinoire olympique de Courchevel. 
Les championnats accueillent 4 épreuves: simple messieurs, simple dames, couple et danse sur glace.

## Faits marquants
- Laëtitia Hubert est forfait pour ces championnats. Après avoir abandonné la compétition à l'issue du programme court du Trophée Lalique de novembre 2000, elle doit subir une opération chirurgicale sur le péroné.

- En danse sur glace, le crochet du patin de Gwendal Peizerat s'est cassé à la deuxième minute de son programme long. Après quelques instants pour réparer, le programme a repris là où il s'était arrêté.

- Les couples allemands Mariana Kautz/ Norman Jescke et Katharina Rybkowski/ Rico Rex ont été invités à participer à la compétition des couples artistiques. Respectivement 2e et 4e de la compétition, leurs classements ne sont pas comptabilisés dans les résultats officiels.

## Podiums
| Épreuves                            | Or                                 | Argent                                  | Bronze                              |
| Messieurs résultats détaillés       | Stanick Jeannette                  | Gabriel Monnier                         | Vincent Restencourt                 |
| Dames résultats détaillés           | Vanessa Gusmeroli                  | Gwenaëlle Jullien                       | Julie Cortial                       |
| Couples résultats détaillés         | Sarah Abitbol / Stéphane Bernadis  | Catherine Huc / Vivien Rolland          | -                                   |
| Danse sur glace résultats détaillés | Marina Anissina / Gwendal Peizerat | Isabelle Delobel / Olivier Schoenfelder | Alia Ouabdesselam / Benjamin Delmas |

## Détails des compétitions

### Messieurs
| Rang | Nom                 | Points | Prog. court | Prog. libre |
| ---- | ------------------- | ------ | ----------- | ----------- |
| 1    | Stanick Jeannette   |        |             |             |
| 2    | Gabriel Monnier     |        |             |             |
| 3    | Vincent Restencourt |        | 7           |             |
| 4    | Thierry Cérez       |        |             |             |
| 5    | Laurent Tobel       |        |             |             |
| 6    | Frédéric Dambier    |        |             |             |
| 7    | Mathieu Delcambre   |        |             |             |
| 8    | Cyril Brun          |        |             |             |
| 9    | Jean-Michel Debay   |        |             |             |
| 10   | Brian Joubert       |        |             |             |
| 11   | Johann Sand'homme   |        |             |             |
| 12   | Thomas Dussous      |        |             |             |
| 13   | Maxime Duchemin     |        |             |             |
| 14   | Julien Bouchard     |        |             |             |
| 15   | Samuel Baquier      |        |             |             |
| 16   | Damien Djordjevic   |        |             |             |
| 17   | Laurent Porteret    |        |             |             |
| 18   | Mehdi Nafakh        |        |             |             |

### Dames
| Rang    | Nom                |
| ------- | ------------------ |
| 1       | Vanessa Gusmeroli  |
| 2       | Gwenaëlle Jullien  |
| 3       | Julie Cortial      |
| 4       | Anne-Sophie Calvez |
| 5       | Céline Masson      |
| 6       | Tatiana Plioucheva |
| 7       | Carole Azario      |
| 8       | Christelle Miro    |
| 9       | Sophie Favrichon   |
| 10      | Juliette Ligner    |
| Forfait | Laëtitia Hubert    |

### Couples
| Rang | Nom                               | Points | Prog. court | Prog. libre |
| ---- | --------------------------------- | ------ | ----------- | ----------- |
| 1    | Sarah Abitbol / Stéphane Bernadis |        |             |             |
|      | Mariana Kautz/ Norman Jescke      |        |             |             |
| 2    | Catherine Huc / Vivien Rolland    |        |             |             |
|      | Katharina Rybkowski/ Rico Rex     |        |             |             |

### Danse sur glace
| Rang | Nom                                     |
| ---- | --------------------------------------- |
| 1    | Marina Anissina / Gwendal Peizerat      |
| 2    | Isabelle Delobel / Olivier Schoenfelder |
| 3    | Alia Ouabdesselam / Benjamin Delmas     |
| 4    | Véronique Delobel / Olivier Chapuis     |
| 5    | Magali Sauri / Michael Stifounine       |
| 6    | Nadine Lesaout / Emmanuel Huet          |

## Sources
- Résultats des championnats de France 2000 sur le site The Figure Skating Corner.
- Patinage Magazine N°70 (Décembre 1999/ Janvier 2000)